# Diesbar
Le Diesbar est un bateau à roues à aubes qui a été construit dans le chantier naval de Blasewitz en 1883. Il a été lancé sous le nom de Pillnitz, en tant que deuxième navire avec ce nom. Le 15 mai 1884, le navire est mis en service. En 1927, il a été nommé Diesbar. 
Après d'importantes réparations et révisions, le Diesbar est de retour sur le Haut-Elbe depuis 1993. Aujourd'hui, il est le seul navire de la Sächsische Dampfschiffahrt GmbH & Co. Conti Elbschiffahrts KG à être alimenté au charbon.
Il est classé monument historique de Basse-Saxe et aussi par l'American Society of Mechanical Engineers depuis 2008.

## Historique

### Jusqu'en 1945

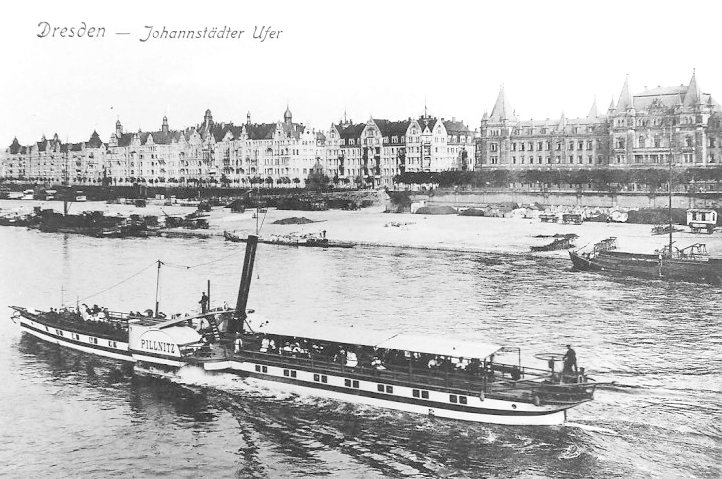
Bateau à aubes Pillnitz à Dresden-Johannstadt

Le Pillnitz, du nom du village Pillnitz avec le château de Pillnitz situé en amont près de Dresde, est entré en service en tant que bateau à vapeur à pont lisse jusqu'en 1923 pour le Sächsisch-Böhmische Dampfschiffahrts-Gesellschaft (SBDG). Après la cessation des activités commerciales, le navire a roulé pour le Sächsisch-Böhmische Dampfschiffahrt, Aktiengesellschaft (SBDA), qui a été nouvellement fondé en 1923. La peinture blanche des navires, habituelle à partir de 1926, lui vaut le nom de Weiße Flotte. En 1927, il y eut un échange de nom et le navire a navigué sous le nom de Diesbar, un village viticole de l'Elbe en aval
Au cours de l'hiver 1926/27, le navire a été complètement modernisé. Il a reçu un éclairage électrique et les passages de roues ont été supprimés pour faire place à l'installation de toilettes. Le navire a reçu un pont de navigation avec une timonerie et une commande manuelle. En 1927/28, le navire reçut un moteur à vapeur et a été repeint en blanc. Il a été construit par Dresdner Maschinenbau und Schiffswerft Uebigau AG (de).
À l'été 1943, comme tous les bateaux à vapeur, le Diesbar a reçu une finition camouflage. On ne sait rien de leur utilisation pendant la Seconde Guerre mondiale. Après les raids aériens sur Dresde et la destruction des ponts de l'Elbe en 1945, il a été utilisé comme ferry entre Dresde, Neustadt et Johannstadt.

### Après 1945
Le navire n'a été remis en service qu'en 1949 après une révision. Lors de celle-ci, les pales des roues en bois ont été remplacées par des pales en acier. La SBDA est devenue propriété publique le 1er février 1947 et a reçu le nom de VEB Elbeschiffahrt Sachsen. De 1950 à 1957, le navire appartenait au VEB Deutsche Schiffahrts- und Umschlagszentrale (DSU). Après sa dissolution, le VEB Fahrgastschiffahrt und Reparaturwerft Dresden a été créé en 1957 et, à partir de 1967, le VEB Fahrgastschiffahrt Dresden.

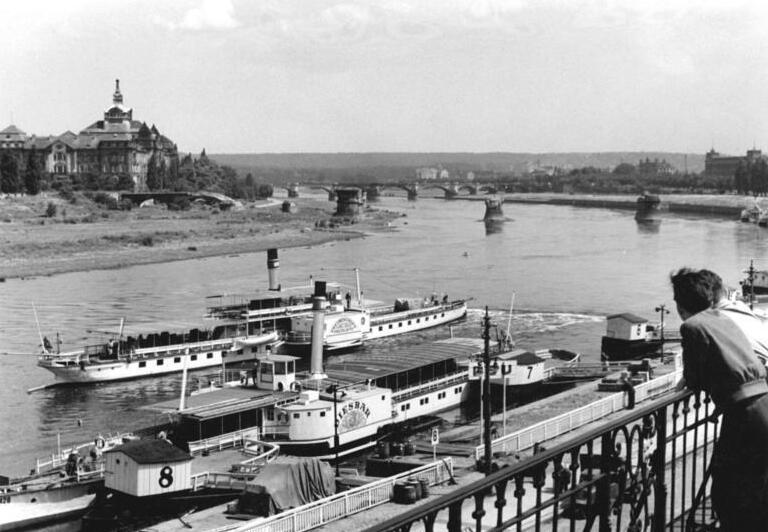
"Weiße Flotte" en 1953

Le 6 mai 1958, le Diesbar est entré en collision avec le Freundschaft au chantier naval de Laubegast. Son passage de roue de l'amitié a été endommagé dans le processus. En octobre 1959, l'ancienne chaudière a été remplacée par une chaudière identique entièrement soudée et en 1962/63, le système électrique a été renouvelé.
En 1972 a 1977, le navire a peu navigué. En septembre 1977, il servit de décor à une coproduction entre la RDA et l'URSS du film en 7 épisodes Karl Marx - Les jeunes années. Le navire a été décoré comme un bateau à vapeur du Rhin sous le nom de Loreley en usage. Les réparations majeures du navire et du moteur, qui ont commencé en 1977/78, ont été annulées pour des raisons économiques et le navire a été stationné à Neustädter Hafen à Dresde en 1978.
En 1983, il est classé monument historique. Le 8 avril de cette même année, des passionnés fondent le groupe spécialisé Elbeschiffahrt dans le Kulturbund der DDR. Leur objectif était de restaurer le navire. En 1984, il a célébré son 100e anniversaire de service et en 1985, l'ensemble du navire a été élevé au rang de monument technique (de) et a ainsi échappé au démantèlement.
De 1985 à 1986, une reconstruction partielle a été réalisée avec l'aide du groupe spécialisé. Pendant cette période, les membres ont offert 3 500 heures pour assembler le navire. Du 28 juin au 6 juillet 1986, le navire était sur le Terrassenufer pour inspection à l'occasion du 150e anniversaire de la compagnie maritime. Par la suite, les travaux d'aménagement intérieur des salons et la reconstruction de la machine ont commencé au chantier naval de Laubegast. Le 7 octobre 1989, jour du 40e anniversaire de la RDA, le navire a été remis en service après la reconstruction conformément aux bâtiments classés à l'apparence de 1928.

### Actuellement

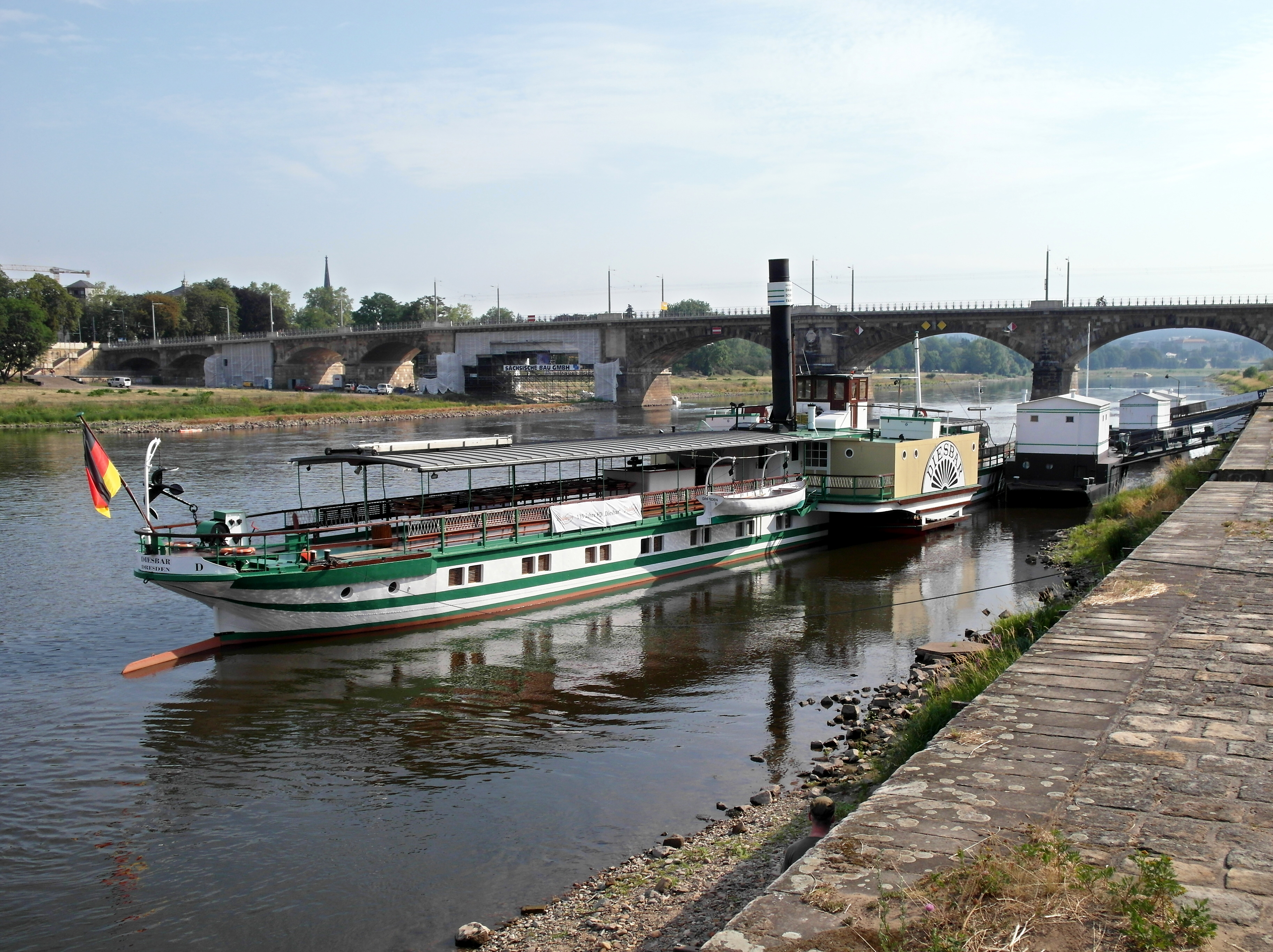
Diesbar en 2019

Le 7 décembre 1992, le Diesbar a été envoyé au chantier naval de Laubegast. Une révision générale et des modifications pour une modernisation approfondie du navire ont eu lieu ici. Le 15 juin 1993, le navire a été remis en service par la Sächsischen Dampfschiffahrt. En 2001/2002, la machine à vapeur a été révisée dans le Roßlauer Werft. En 2010/2011, des réparations importantes ont de nouveau été nécessaires. La machine à vapeur a été révisée et la chaudière à vapeur a été reconstruite chez HSI Turbinenstahlbau Dresden-Übigau GmbH. C'est la dernière chaudière de ce type opérationnelle.
Aujourd'hui, le navire est principalement utilisé pour des croisières spéciales, par exemple des visites du port à Alberthafen et des voyages à Pillnitz sous la devise Technik für Kids.
Le 8 septembre 2016, un incendie s'est déclaré à bord du navire aux petites heures du matin dans la soute à charbon du navire. L'incendie n'a causé aucun dommage majeur. Après un nettoyage approfondi du navire et du moteur, il a été de nouveau utilisé à partir du 25 septembre 2016 .

### Le moteur à vapeur
La machine à vapeur  est une machine à vapeur bicylindre oscillante basse pression à condensation par injection d'une puissance de 110 ch. Il a été construit par John Penn and Sons (en) à Greenwich pour le bateau à aubes Pillnitz (de) construit en 1857. Le moteur a été révisé avant d'être installé dans le nouveau navire. La partie centrale du puits a été remplacée par une nouvelle avec l'inscription Krupp bei Essen, Gustahl, garantie 10 ans, 1853. L'origine de cette pièce de rechange est inconnue. La chaudière Pillnitz I, également construite par John Penn en 1857, n'a pas été reprise. Une chaudière à valise tubulaire à deux flammes avec le numéro de construction 402 avec une pression de vapeur de 2 bars de la Sächsische Dampfschiffs- und Maschinenbauanstalt a été installée. Avec cette machine à vapeur, le navire atteint une vitesse maximale d'environ 12 km/h.

## Galerie

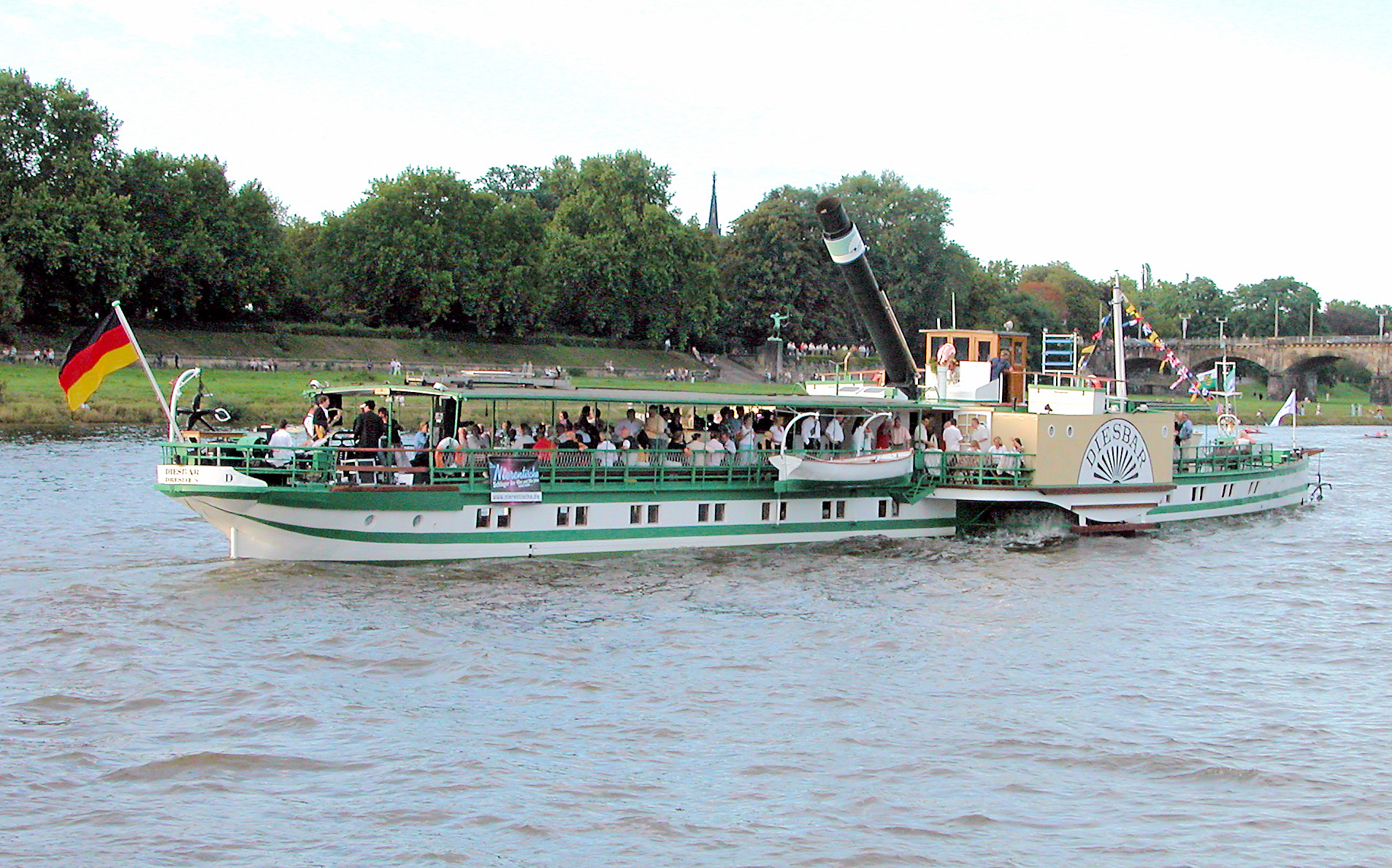
Diesbar  en 2006
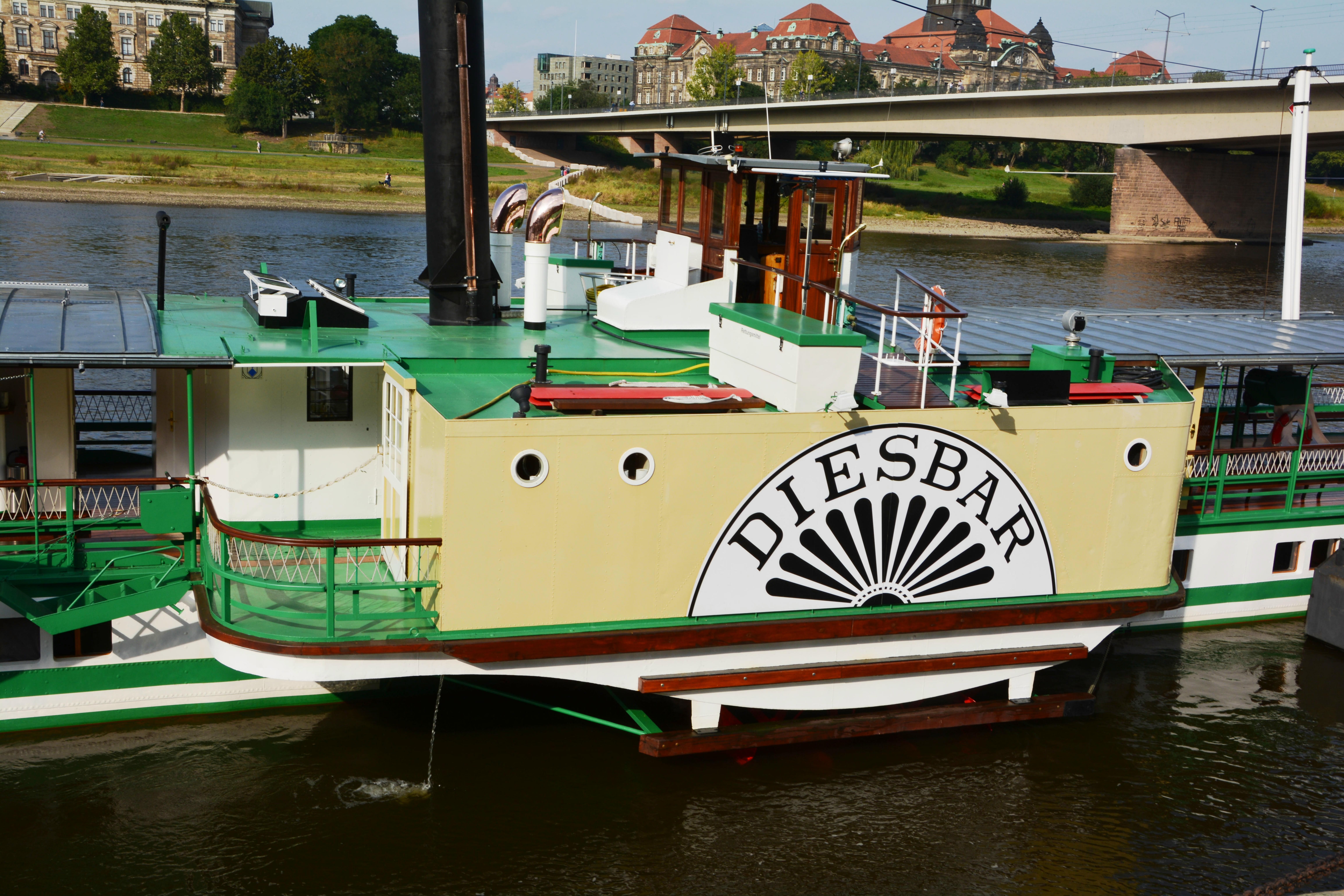
Roue à aubes
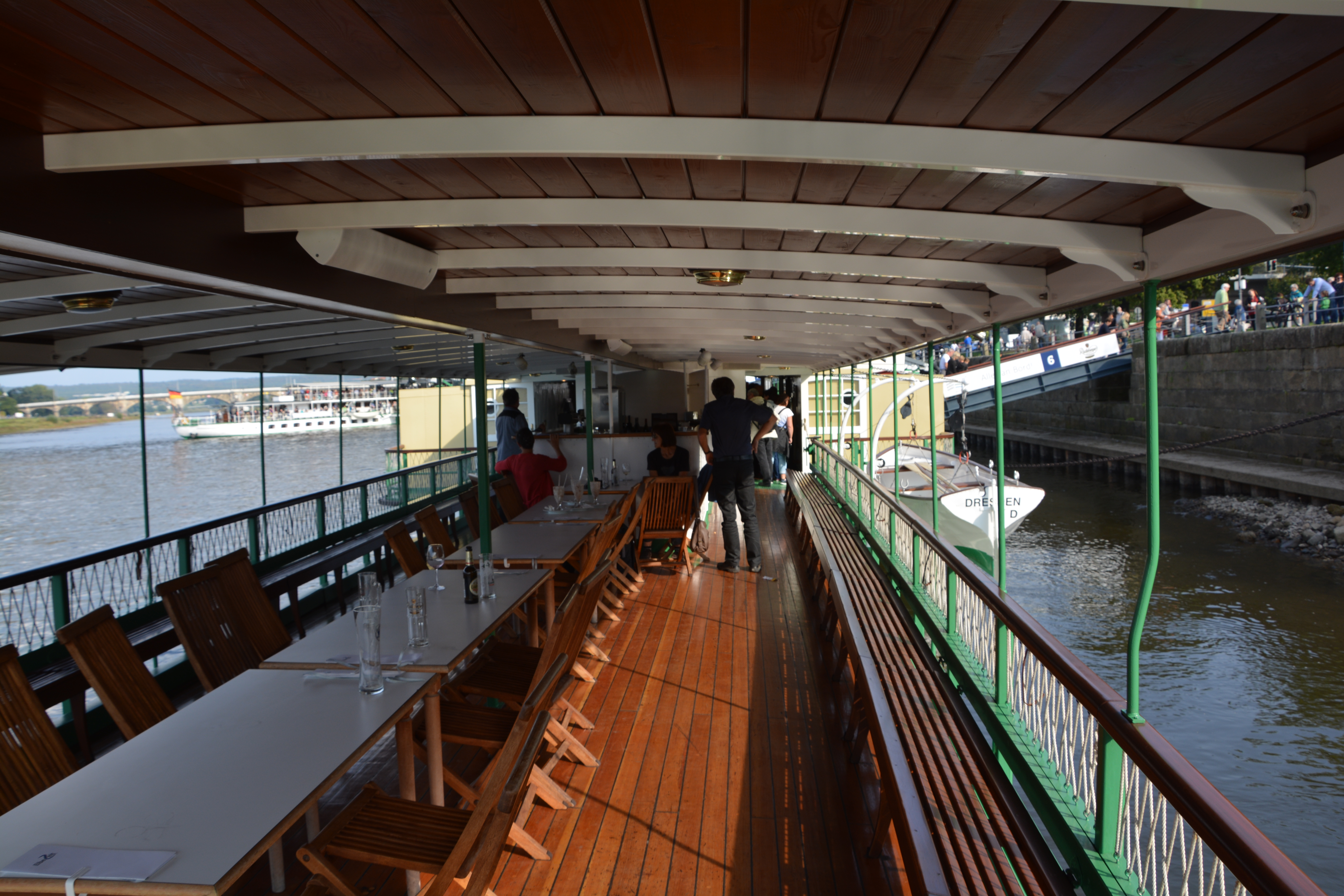
Coursive couverte
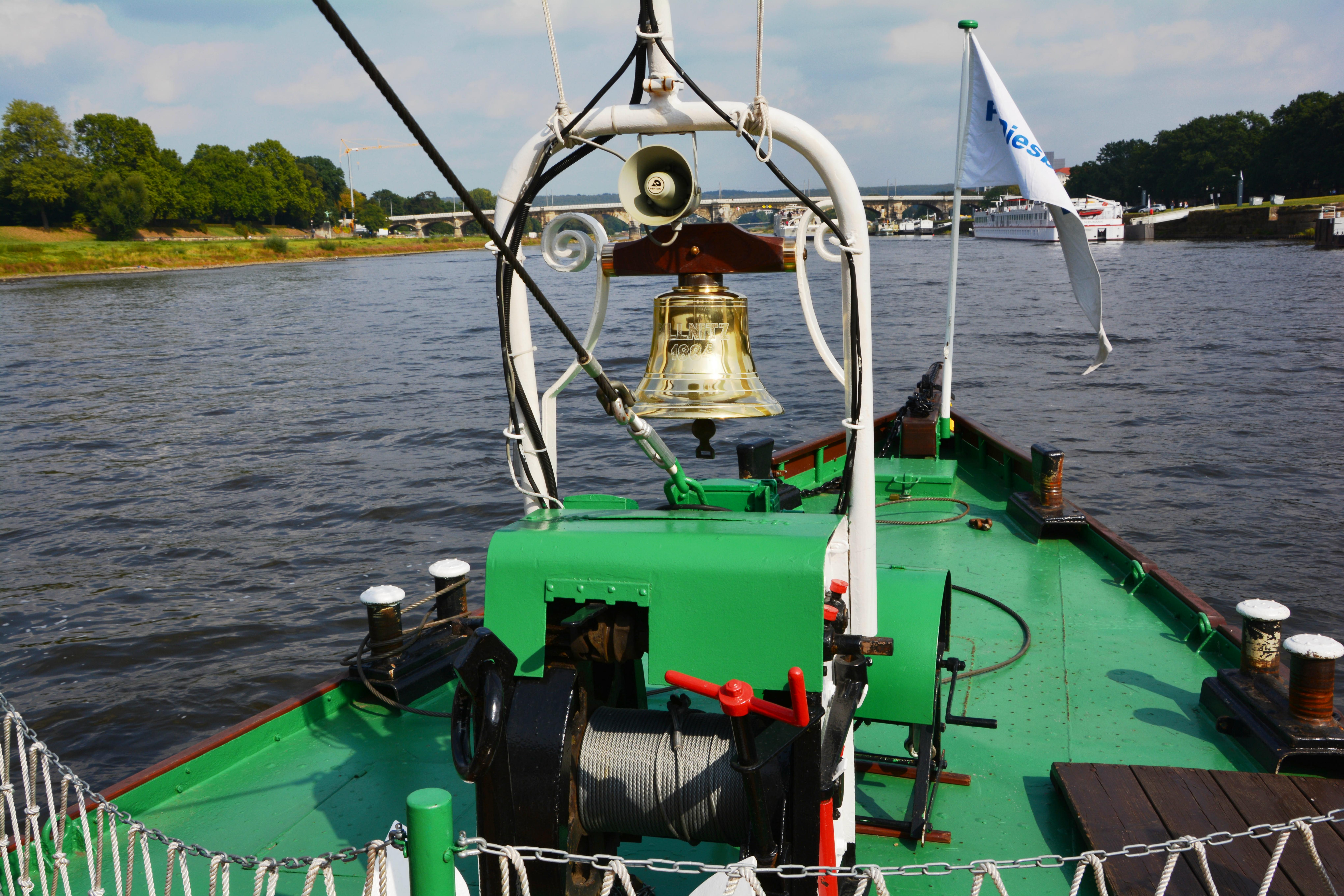
Pont avant